# Bulbophyllum purpureorhachis
Bulbophyllum purpureorhachis är en orkidéart som först beskrevs av De Wild., och fick sitt nu gällande namn av Rudolf Schlechter. Bulbophyllum purpureorhachis ingår i släktet Bulbophyllum och familjen orkidéer. Inga underarter finns listade i Catalogue of Life.